# ブレスレス (2019年の映画)
『ブレスレス』（原題： Koirat eivät käytä housuja、英題：Dogs Don't Wear Pants）は、2019年に公開されたフィンランドのドラマ映画である。
グラフィックデザイナーやイラストレーター、テレビコマーシャルなども手がけているユッカ=ペッカ・ヴァルケアパーが監督を務めた。
BDSM（ボンデージ：Bondage = 拘束、ディシプリン：Discipline = 調教、サディズム：Sadism = 加虐、マゾヒズム：Masochism = 被虐 の頭文字を取った用語）の世界を描いた作品であり、過激な暴力描写とブラックユーモアを兼ね備えた愛にまつわる作品である。
2019年の第72回カンヌ国際映画祭の監督週間部門で上映された。

## あらすじ
外科医のユハは、妻と幼い娘エリを連れ、湖畔で休暇を過ごしていた。ベッドで休んでいたユハは、ふと異変に気付き、妻が溺れたことが分かると、湖に飛び込んで助けようとするが、自分も窒息してしまう。ユハは間一髪のところで救出されるが、妻は命を落とす。
7年後、思春期のエリを一人で育てているユハは、彼女の反抗心に戸惑いながら暮らしており、気持ちを落ち着かせるため、妻の遺品であるワンピースと香水を使って自慰するのが日課になっていた。
ある日、舌にピアスを開けたいエリの求めに応じ、アダルトショップに付き添ったユハは、エリの施術中に何気なく地下に降り、SM部屋に迷い込む。そこでミストレスのモナと遭遇し、半ば強引にBDSMの世界を体験させられる。ユハは、頭にビニール袋をかぶせられる窒息プレイの最中、妻が溺死した時の光景がフラッシュバックする。彼は、その時に感じた幻覚の中の妻が忘れられず、再び店を訪れる。より強い刺激を与えるため、ユハの手にガラスのボールを握らせてから頭に袋をかぶせ、気絶する寸前にボールを落とすのを確認してから袋を取るという危険なプレイをする。さらに鮮明な幻覚を望むユハは、妻のワンピースと香水をモナにつけさせる。
窒息プレイの虜になってしまったユハは、エリの出演するコンサートに行く約束を破り、勤務中にもかかわらず外科医の仕事も放棄し、ロックされた病院のドアを壊してまでモナのところへ向かう。彼はモナを騙して窒息を長引かせ意識を失う。理学療法士でもあるモナは、的確な心臓マッサージをしたものの効果がなく、ユハの胸部を激しく殴打して蘇生に成功する。
救急搬送され治療を受けたユハは、首にサポーターをつけて職場に戻るが、病院の理事会が彼の不審な行動について精神鑑定をしたがっていると同僚から聞かされる。
ユハはモナに再び窒息プレイを要求するが、彼女は断る。しかし、動揺を隠せないモナは、他の客のプレイでミスを犯し、手にやけどを負う。同じ店で仕事をするタトゥーアーティストに、「普通のことをしたら？」と助言されるが、モナは拒否する。
ユハはモナを探し求め、後ろ姿の似ている人間を呼び止めるが別人で、顔に催涙スプレーを浴びせられる。窒息プレイの欲求を抑えられないユハは、エリの音楽教師を夕食に誘い、肉体関係に発展したところで、妻の香水をつけさせ首を絞めてもらうが、笑われてしまい期待した効果は得られなかった。
ユハはモナを尾行し、彼女の住むアパートに押し掛けて、どんな要求にも従う代わりに窒息プレイをするよう懇願する。モナは、ユハの歯を抜くことを要求し、彼も止む無く応じる。激しい苦痛に耐え歯を抜かれたユハは、顔をラッピングフィルムで巻かれ窒息しかけるが、彼の自殺願望に気付いたモナはプレイをやめる。ユハは、泣いてしまったモナとキスしたあと平手打ちするが、彼女はやり返さず二人は別れる。
朝方、ユハは誰もいない自宅に戻る。公園でたばこを吸っているエリを見つけたユハは、一緒に過ごそうと提案するが断られる。ユハは特別な女性との出会いを告白し、エリも彼氏のオートバイに同乗し走り去る。
ユハは、職場で精神鑑定の結果に異常がなかったと知らされるが、嘘をついたことを同僚に告げる。ユハはSMクラブに行き、カクテルを何杯も飲んでハイになりダンスに興じる。そこへモナが現れると、ユハは満面の笑みで彼女を見つめ、彼女も笑みを浮かべる。

## キャスト
- ユハ - ペッカ・ストラング
- モナ - クリスタ・コソネン
- エリ - イロナ・フタ
- ホセ (エリの彼氏) - サミュエル・シップウェイ
- ユハの同僚 - ヤニ・ヴォラネン
- ユハの妻 - エステル・ガイスレロヴァー

## 評価
本作は、フィンランドの映画祭ユッシ賞で、最優秀主演男優賞、撮影賞、編集賞、メイクアップデザイン賞、作曲賞、音響デザイン賞の6部門を受賞した。
映画批評集積サイトのRotten Tomatoesでは、30のレビューのうち90%の支持率を保持し、平均評価は7.5/10である。